# Fodiator acutus
Exocet bécune
Espèce
Statut de conservation UICN

 LC  : Préoccupation mineure
Fodiator acutus, l’Exocet bécune, est une espèce de poissons marins et d'eau saumâtre de la famille des Exocoetidae.

## Description
Fodiator acutus peut mesurer jusqu'à 25 cm de longueur totale mais sa taille habituelle est d'environ 15 cm. Comme les autres exocets, cette espèce est capable de bondir hors de l'eau et de planer sur de longues distances au-dessus de la surface. Il est présent de la surface et jusqu'à 30 m de profondeur.

## Répartition

Répartition de Fodiator acutus en rouge.

Ce poisson se rencontre dans l'Atlantique est, depuis les côtes de la Mauritanie et du Cap-Vert jusqu'à celles du centre de la Namibie.

## Systématique
Le nom valide complet (avec auteur) de ce taxon est Fodiator acutus (Valenciennes, 1847).
L'espèce a été initialement classée dans le genre Exocoetus sous le protonyme Exocoetus acutus Valenciennes, 1847.
Ce taxon porte en français le nom vernaculaire ou normalisé suivant : Exocet bécune.
Fodiator acutus a pour synonymes :
- Fodiator acutus acutus (Valenciennes, 1847)
- Exocoetus acutus Valenciennes, 1847

### Étymologie
Son épithète spécifique, du latin acutus, « pointu », fait référence à son museau long, mince et pointu, sa mâchoire inférieure étant très saillante.